# Rime
Pour les articles homonymes, voir rime (homonymie).
Pour la notion de rime en phonologie, voir syllabe.
Pour un article plus détaillé, voir rime en français.
Une rime est une répétition de sons semblables (le plus souvent identiques) dans les syllabes finales de deux ou plusieurs mots. Le plus souvent, ce type de répétition est utilisé volontairement à la fin des vers de poèmes ou de chansons.

## Fonction
La rime a le plus souvent une fonction esthétique, mais sert aussi de moyen mnémotechnique, et, dans ses usages poétiques, elle renforce la structure métrique pour l'auditeur. Certains auteurs l'utilisent dans des textes non poétiques à des fins d'emphase ; ainsi, William Shakespeare termine souvent chaque scène de ses pièces de théâtre par un couplet rimé.

## Types de rimes
Au sens strict, deux mots riment si au moins la dernière voyelle tonique et les phonèmes qui la suivent sont phonétiquement identiques (on parle de rimes parfaites). Plus généralement, toute similarité phonétique, et même toute  correspondance peut être vue comme une forme de rime ; les types les plus fréquents sont détaillés ci-dessous.

### Rimes parfaites
Les règles définissant les rimes parfaites dépendent beaucoup de la langue, et parfois de conventions traditionnelles, et n'ayant été respectées qu'à une époque donnée. Ainsi, en anglais, une rime entre leave et believe est considérée comme imparfaite, en dépit de l'identité phonétique entre les dernières syllabes, là où en français, la rime entre cor et encor(e) est parfaitement acceptable. Le respect de l'accent tonique est essentiel en anglais et en grec ancien (où l'on distingue, par exemple, dactyles et spondées) ; en français, la différence entre e muet et e prononcé (lié à la notion de rimes masculines et féminines) a été le sujet de longues disputes à l'époque classique.

### Rimes imparfaites
La notion de rime renvoie le plus souvent à des similarités phonétiques, et à leur utilisation dans l'organisation des vers ; la classification des rimes à ce sens étendu se fait en fonction du type de similarité phonétique. Ainsi, par exemple, on parle de 
- rime pauvre : rime entre des syllabes non accentuées ; en français, rime seulement entre le dernier phonème d'un mot et celui d'un autre mot (ex: manger/pleurer, seul le dernier son est commun)
- en anglais, semirhyme (semi-rime) : rime entre la dernière syllabe d'un mot et l'avant-dernière d'un autre, chacune des deux syllabes étant frappée de l'accent tonique (exemple : bend/ending).
- assonance : seules les voyelles des syllabes correspondantes sont identiques ; en général, l'assonance se produit sur de nombreuses syllabes du vers. Par exemple, avec  /i/ : « Tout m'afflige et me nuit et conspire à me nuire » (Racine, Phèdre).
- allitération : seules les consonnes correspondent. Par exemple, avec /s/ : « Pour qui sont ces serpents qui sifflent sur vos têtes ? » (Racine, Andromaque).

#### Rimes riches
Les rimes entre séquences identiques de plus d'une syllabe (en particulier entre mots homophones) sont très différemment considérées selon les langues : vues comme imparfaites en anglais, elles sont au contraire valorisées sous le nom de rimes riches en français. Le cas extrême, relevant plus du jeu que de la littérature, est l'holorime ; il en existe cependant des utilisations poétiques, comme celle-ci :

« Étonnamment monotone et lasse

Est ton âme en mon automne, hélas ! »

— Louise de Vilmorin

#### Rimes non finales
D'autres positions que la fin des vers (ou même des mots) peuvent être utilisées : on parle ainsi de 
- rime interne (en) lorsque la rime a lieu entre une syllabe intérieure au vers et sa syllabe finale (ou la syllabe finale du vers suivant).
- rime brisée (en) lorsque l'on rejette la fin d'un mot au vers suivant pour faire rimer ce dernier avec le début du mot tronqué[3].

### Schéma de rimes
On parle de schéma de rimes (en) pour décrire la succession des rimes entre vers d'un poème ; beaucoup de formes classiques (comme le sonnet ou la ballade) ont un schéma de rimes obligatoire ; plus généralement, on parle par exemple de
- rimes plates ou suivies pour le schéma le plus simple : AA BB CC DD, etc. (notation signifiant que le premier vers rime avec le deuxième, le troisième avec le quatrième, etc.) ;

- rimes alternées ou croisées (pour le schéma ABAB CDCD, etc., signifiant que le premier vers rime avec le troisième, le deuxième avec le quatrième, etc.) ;

- rimes embrasées ou rimes embrassées (pour le schéma ABBA CDDC, etc.) ;
- rimes franches (pour le schéma AABAB CCDCD, etc., pour les strophes de cinq vers, une variante existe pour les strophes de sept vers avec le schéma ABBABAA, CCDCDCC, etc. qui consiste en fait à rajouter une rime suivie)
- terza rima (pour le schéma ABA BCB CDC DED EFE, etc.) ;
- ottava rima (pour le schéma ABA BAB CC / DED EDE FF, etc. , chaque strophe étant de plus formée de huit vers de onze syllabes).

Ces schémas se combinent souvent à des schémas métriques (définissant la longueur de chaque vers) et parfois à des répétitions de vers entiers, comme pour le refrain des chansons, ou la forme savante du pantoum.

### Rimes généralisées

#### Rimes pour l'œil
Une rime pour l'œil est une correspondance entre la graphie, mais non la prononciation, des syllabes finales ; comme en français entre soutien et martien ou en anglais entre love et move. Certaines poésies anciennes qui semblent en contenir rimaient souvent correctement lorsqu'elles furent écrites, mais des changements de prononciation ont détruit la correspondance phonétique. Alphonse Allais s'est amusé à composer un poème particulièrement riche en rimes de ce type.

#### Rimes induites
Les rimes induites, ou rimes pour l'esprit, sont obtenues en remplaçant le mot qui devrait rimer (et qui est le plus souvent grivois, voire obscène) par un synonyme plus convenable, mais qui ne rime pas forcément, ou par une rime sans rapport avec celle attendue. Technique proche du rhyming slang (mais moins codifiée), on la rencontre souvent dans des chansons de music-hall ; Alphonse Allais propose également cet amusant exemple (qui n'est donc pas un exemple de vers holorimes) :  

« Ah ! Vois au pont du Loing, de là, vogue en mer, Dante !

Hâve oiseau, pondu loin de la vogue ennuyeuse »

— qu'il fait suivre de ce commentaire : « La rime n'est pas très riche, mais j'aime mieux cela que de sombrer dans la trivialité ».

#### Rimes sémantiques
Certaines traditions poétiques font grand usage de la répétition et de la synonymie (laquelle est déconseillée, voire interdite, en poésie française, du moins classique). La tradition finnoise, outre l'usage intensif de l'allitération, fait ainsi suivre chaque vers par un second, en résonance avec lui. Voici deux exemples typiques, tirés du Kalevala :
– « Lähe miekan mittelöhön, / käypä kalvan katselohon » « Laisse-nous contempler les épées / Laisse-nous mesurer leur lame » (synonymie) ;
– « Kulki kuusisna hakona, / petäjäisnä pehkiönä » « Erre comme une branche fragile d'épicéa, / Passe comme les rameaux desséchés du sapin » (analogie).

## Historique
Dans de nombreuses langues, en particulier les langues européennes modernes et l'arabe, les rimes sont utilisées dans des formes poétiques fixes, comme les  ballades et les sonnets ; certaines de ces formes sont communes à beaucoup de traditions littéraires. Cependant, même en Europe, cet usage n'est pas universel, et beaucoup de poètes contemporains évitent ces formes traditionnelles.
L'attestation la plus ancienne connue de rimes est le Classique des vers (recueil chinois du Xe siècle av. J.-C.). Des rimes sont également utilisées à l'occasion dans la Bible (hébraïque). La poésie classique grecque et latine n'utilise la rime qu'exceptionnellement, comme dans Les Guêpes d'Aristophane  ou dans le poème de Catulle Cui dono lepidum novum libellum. La rime est en revanche essentielle dans la poésie arabe classique, dès ses racines pré-islamiques au VIe siècle.
Selon certaines sources anciennes, c'est la littérature irlandaise qui a introduit la poésie rimée en Europe au début du Moyen-Âge, mais cette affirmation est désormais mise en doute, même si dès le VIIe siècle, l'art de la rime était poussé en Irlande à un point de perfection.
Au Moyen Âge central, la versification rimée se développa dans toute l'Europe, en partie sous l'influence de la poésie arabe du royaume d'Al-Andalus : les rimes avaient été utilisées dès le début de l'écriture en arabe littéraire au VIe siècle, par exemple dans les qasidas.

## Rimes par langues

### Langues romanes

#### Français
Comme dans la plupart des langues occidentales, la rime a remplacé l'assonance médiévale en imposant cette reprise des sons consonantiques qui suivent éventuellement la dernière voyelle tonique :  les poètes du  XVIe siècle et leurs successeurs comme Malherbe ont par ailleurs défini peu à peu des règles contraignantes qui se sont imposées jusqu'à la fin du XIXe siècle ; à partir de ce moment, les poètes s'affranchissent progressivement de ces règles, Verlaine écrivant par exemple :
Ô qui dira les torts de la Rime ?
Quel enfant sourd ou quel nègre fou
Nous a forgé ce bijou d'un sou
Qui sonne creux et faux sous la lime ?
Paul Verlaine, Art poétique (dans Jadis et Naguère)

#### Espagnol
L'espagnol distingue deux types de rimes :
- rima consonante : les syllabes finales sont identiques, y compris pour l'accent tonique, par exemple robo  et lobo, ou canción et montón ;

- rima asonante : même accent tonique, mais seules les voyelles sont identiques, par exemple zapato et brazo ou relój et feróz.

L'interdiction de rimes entre mots n'ayant pas le même accent tonique amène également à les classifier selon la position de cet accent, par exemple :
- rima llana (rime plate) : les syllabes ne sont pas accentuées ;
- rima grave (rime lourde) : les mots rimant sont accentués sur la dernière syllabe ;
- rima esdrújula (rime étrange) : les mots rimant sont accentués sur la syllabe antépénultième.

#### Italien
Au début du XIVe siècle, la Divine Comédie, souvent considérée comme texte fondateur de l'italien moderne, introduit également un schéma de rimes systématique et original, la terza rima.

#### Portugais
En portugais, les rimes sont classées en fonction de règles phonétiques et grammaticales, par exemple :
- rima pobre : entre mots de même catégorie grammaticale, ou entre des finales très fréquentes (comme -ão ou -ar) ;
- rima rica : entre mots de catégories distinctes, ou avec des finales rares ;
- rima preciosa : entre mots de différentes morphologies, par exemple estrela avec vê-la.

### Langues germaniques

#### Anglais
La poésie vieil-anglaise est essentiellement allitérative, bien qu'une exception remarquable, dès le Xe siècle, soit le Rhyming Poem (en). Par la suite, en imitation des auteurs classiques latins et grecs, plusieurs poètes anglais considéraient la rime comme un ornement inutile, voire nuisible, l'accent tonique et la métrique suffisant à donner un effet rythmique à la poésie, comme l'expose John Milton dans sa préface au Paradis perdu :

« La Mesure est donnée par le vers héroïque anglais, sans rime, comme celui d'Homère ou de Virgile ; la rime n'est nullement un ornement ou un enrichissement nécessaire, mais plutôt l'invention d'un âge barbare, que des poètes modernes ont cru bon d'adopter. »

L'importance de l'accent tonique en anglais amène à considérer qu'il n'y a rime parfaite (perfect rhyme) que lorsque la dernière voyelle accentuée et tous les phonèmes qui la suivent sont identiques.
Des rimes imparfaites, forcées ou maladroites sont un ingrédient essentiel du doggerel, style dans lequel s'est particulièrement illustré, quoique involontairement, William McGonagall.

#### Allemand
La phonologie de l'allemand contenant une grande variété de voyelles, de nombreuses rimes imparfaites (au sens de l'anglais) sont largement acceptées en poésie germanique, en particulier les rimes entre "e" et "ä" ou "ö", entre "i" et "ü", entre "ei" et "eu" (noté "äu" dans certains mots) , ainsi que des rimes entre une voyelle longue et la voyelle brève correspondante, comme dans les exemples suivants, tous provenant de l'Ode à la joie de Friedrich von Schiller :
- Deine Zauber binden wieder / Alle Menschen werden Brüder
- Freude trinken alle Wesen / Alle Guten, alle Bösen
- Einen Freund, geprüft im Tod; / und der Cherub steht vor Gott.

### Langues celtiques
Malgré leurs importants contacts avec les cultures romanes et anglo-saxonnes, les règles de la rime dans les langues celtiques ont suivi une évolution assez différente de celle des autres langues européennes. Brian Ó Cuív (en) a précisé les règles de la poésie celte classique : la dernière voyelle accentuée et toutes celles qui la suivent doivent être identiques, tandis que les consonnes doivent seulement appartenir à la même classe phonétique (par exemple, b peut rimer avec d, en tant qu'occlusives voisées, ou bh avec l, en tant que spirantes sonores). Ces règles tombèrent en désuétude par la suite, et la simple assonance les remplaça. Le cas particulier du gallois correspond à un schéma beaucoup plus complexe, connu sous le nom de cynghanedd (en), dans lequel les consonnes se répètent de part et d'autre de la césure, comme sur cet exemple : « clawdd i ddal / cal ddwy ddwylaw » ; Dylan Thomas a souvent respecté ces règles, et Gerard Manley Hopkins s'en est inspiré dans ses poèmes en anglais.

### Langues slaves

#### Russe
La rime apparait dans la poésie russe au XVIIIe siècle ; jusque-là, la poésie reposait surtout sur des terminaisons dactyliques. Les contraintes imposées à la rime étaient au départ plus rigoureuses encore qu'en français classique, demandant par exemple l'identité de la consonne précédant la voyelle accentuée, ainsi que l'identité de la classe grammaticale (les noms rimant avec les noms, les verbes avec les verbes, etc.). Ces exigences ont disparu en poésie russe moderne.

#### Polonais
La poésie polonaise utilisa la rime dès ses débuts, sauf dans quelques rares imitations du latin ; les traducteurs polonais des poèmes épiques d'Homère, de Virgile et de Milton les firent rimer. Les règles de la rime furent fixées au XVIe siècle, n'autorisant alors que des rimes féminines (en accord avec la structure de l'accent tonique en polonais) ; par la suite, des rimes masculines apparurent, atteignant le maximum de leur popularité à la fin du XIXe siècle. Le schéma de rimes le plus fréquent en ancien polonais (en) (du XVIe au XVIIIe siècle)[Quoi ?] était celui de rimes plates aa bb cc dd ..., mais les poètes polonais, familiers de la littérature italienne, expérimentèrent également l'ottava rima (aba bab cc) et le sonnet (abba abba cdc dcd ou abba abba cdcd ee).

### Grec
La poésie grecque ancienne est strictement métrique ; lorsque des rimes ou autres correspondances phonétiques apparaissent, il s'agit d'un ornement rhétorique occasionnel, connu sous le nom de homéotéleute.
Stéphane Sachlikis, au XIVe siècle, semble avoir été le premier à utiliser la rime ; c'est devenu ensuite un caractère usuel de la poésie grecque.

### Latin
La rhétorique et la poésie latine utilisaient fréquemment l'homéotéleute et l'allitération. Au Moyen âge, plusieurs ouvrages d'universitaires étaient composés en vers « léonins », c'est-à-dire en vers dont la dernière syllabe rime avec la césure. La rime au sens moderne (c’est-à-dire en position finale) était utilisée occasionnellement, mais n’apparaît pas comme élément structurel essentiel avant son introduction au début du Moyen-Âge sous l’influence de traditions vernaculaires, comme dans l’hymne Dies Iræ. Il est d’ailleurs fréquent à cette époque de voir mêlés latin et langues vernaculaires, un usage connu sous le nom de langage macaronique.

### Sanskrit
Des schémas de rimes riches (prāsa) jouent un rôle en poésie sanskrite moderne, mais il était moins important dans les textes classiques. La classification des rimes se fait selon leur position dans la métrique : ādiprāsa (première syllabe), dvitīyākṣara prāsa (seconde syllabe), antyaprāsa (syllabe finale), etc.

### Langues sémitiques

#### Hébreu
L'hébreu ancien n'emploie que rarement les rimes (par exemple, dans Exode 29 35 : ועשית לאהרן ולבניו כָּכה, ככל אשר צויתי אֹתָכה, / 'axa/  étant la partie commune aux deux mots). Elles prirent un caractère constant (et même obligatoire) vers le IVe siècle, dans la poésie liturgique juive écrite sous l'Empire byzantin, ce qui ne fut compris qu'au milieu du XXe siècle, après la découverte et l'étude de milliers de piyyouts trouvés dans la Guéniza du Caire. On pense que le principe de la rime passa ensuite à la poésie chrétienne syriaque (écrite en araméen), puis à la poésie en bas latin et enfin aux autres langues européennes.

#### Arabe
La poésie rimée était répandue dans la péninsule arabique au VIe siècle, que ce soit dans les lettres, les poèmes et les chansons, ou dans les longues qasidas. Le Coran utilise également une forme de prose rimée appelée saj'.

### Tamoul
Certains schémas de rimes sont uniques aux langues dravidiennes comme le tamoul. Ainsi, la rime appelée etukai (anaphore) est portée par la deuxième consonne de chaque vers.
On trouve également des schémas appelés mōnai (allitération), toṭai (épiphore) et iraṭṭai kiḷavi (parallélisme).
Certaines formes poétiques tamoules, comme la forme veṇpā, ont des règles si rigides qu'elles peuvent être exprimées à l'aide d'une grammaire non contextuelle.

### Vietnamien
Les rimes sont utilisées en vietnamien pour renforcer des métaphores. Par exemple :
Nghèo như con mèo

/ŋɛu ɲɯ kɔn mɛu/ 

Pauvre comme un chat
En français, ce type de rime n'apparaîtrait plutôt que dans des proverbes, comme « À bon chat, bon rat ».

### Chinois
Outre les correspondances entre voyelles et consonnes, les rimes chinoises tiennent en principe compte des tons, ou plus précisément des contours de tons.
La poésie classique chinoise utilise le plus souvent des rimes suivies (aa bb cc, etc.), la rime se faisant sur la dernière syllabe de chaque vers.
L'étude des classiques chinois a été systématisée à l'aide de dictionnaires de rimes, dont le plus connu est le Guangyun (compilé au VIIIe siècle). Dans les études linguistiques, ces structures ont permis des reconstructions de dialectes anciens, tels que le chinois médiéval.